# Tag (Hebräisch)

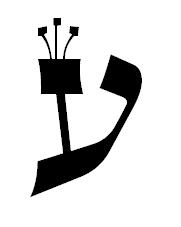
Ajin mit drei Tagin

Ein Tag (aramäisch תאג ‚Krone‘, Plural תאגין Tagin; hebräisch Kether כתר, Plural כתרים Ketharim) ist eine Dekoration über einigen hebräischen Buchstaben, die in den heiligen jüdischen Schriften (Sifrei kodesch) sowie auf Tefillin und Mesusot verwendet wird.

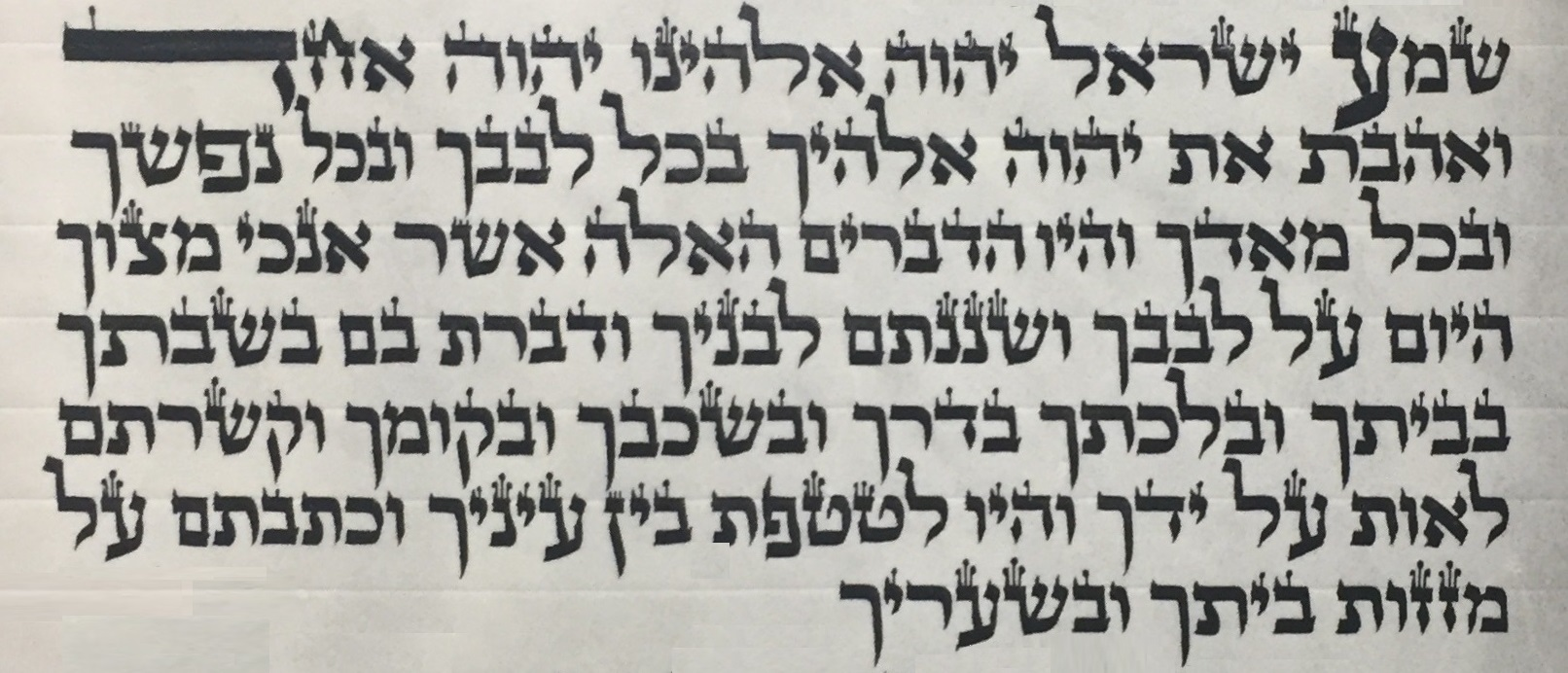
Das Schema Jisrael mit Tagin

Laut dem Talmud wurden den Buchstaben Tagin auf dem Berg Sinai von Gott hinzugefügt.
In modernen Texten besitzen die Buchstaben Bet, Dalet, He, Chet, Jud und Quf je einen Tag. Die Buchstaben Gimel, Sajin, Tet, Nun, Ajin, Zade und Schin haben schon seit talmudischer Zeit je drei Tagin. Einige Manuskripte weisen in der obersten Zeile jeder Spalte ein Tagin auf, andere bei jedem Tetragramm, sofern diesem kein Lamed vorangestellt ist.